# Cryptomyzus ribis
Cryptomyzus ribis är en insektsart som först beskrevs av Carl von Linné 1758.  Cryptomyzus ribis ingår i släktet Cryptomyzus och familjen långrörsbladlöss. Arten är reproducerande i Sverige. Inga underarter finns listade i Catalogue of Life.

## Bildgalleri

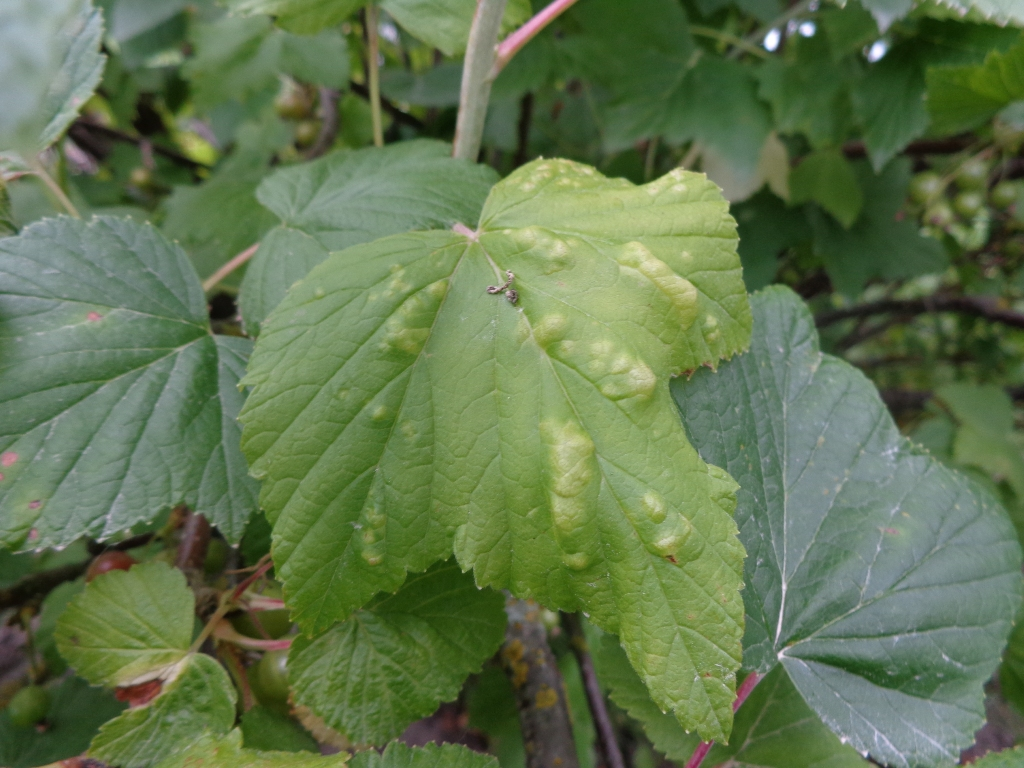
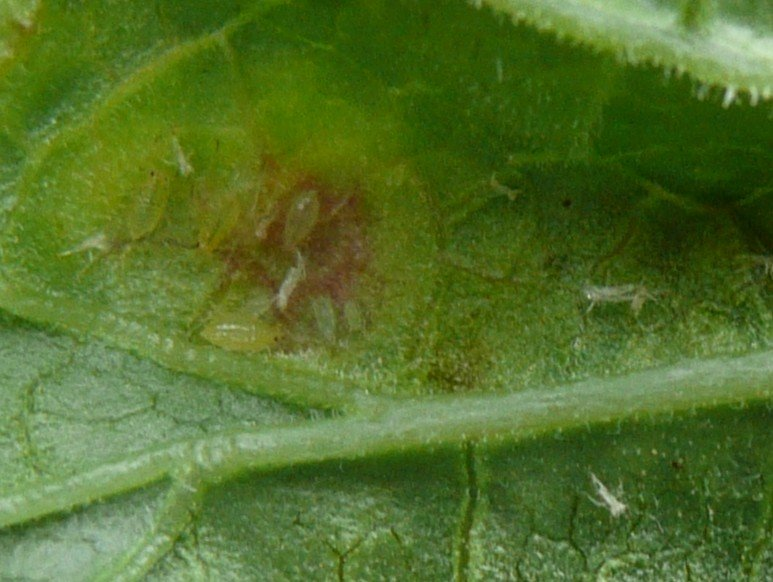